# Ekonomiåret 1941

## Händelser
- 1 januari - 5 % omsättningsskatt (oms) införs på så gott som all svensk försäljning.[1]